# خورخي روداس
خورخي روداس (بالإسبانية: Jorge Rodas)‏ هو لاعب كرة قدم غواتيمالي، ولد في 9 أكتوبر 1971 في جالابا في غواتيمالا. شارك مع منتخب غواتيمالا لكرة القدم. أما مع النوادي، فقد لعب مع سان خوسيه إيرثكويكس وميونيسيبال ونادي كوميونيكيشنس.

## وصلات خارجية
- خورخي روداس على موقع الاتحاد الدولي (مؤرشف)  (الإنجليزية)
- خورخي روداس على موقع الدوري الأمريكي (الإنجليزية)
- خورخي روداس على موقع قاعدة بيانات كرة القدم.إي يو (الإنجليزية)
- خورخي روداس على موقع ناشيونال فوتبول تيمز (الإنجليزية)